# Monia Baccaille
Monia Baccaille (Marsciano, 10 aprile 1984) è un'ex ciclista su strada e pistard italiana.
Passista veloce, in carriera ha vinto due titoli nazionali su strada e una decina su pista. Dal 2008 fino al ritiro è stata affiliata al gruppo sportivo Fiamme Azzurre in qualità di agente semplice di polizia penitenziaria.

## Carriera

### Giovanili, Juniores e Under-23
Nata a Marsciano, comincia a gareggiare nel ciclismo all'età di sei anni, nel 1991, tra le file dell'Unione Ciclistica Nestor SEA Marsciano. Con questa società pedala per 10 anni ottenendo, nelle categorie Giovanissimi, Esordienti e Allievi, circa duecento successi, fra i quali spiccano tre titoli nazionali. Nel 2001 passa tra le Juniores, con il team marscianese Saccarelli. In questa categoria mette a referto undici vittorie, compresi un tricolore su strada e uno su pista, partecipando anche ai campionati del mondo 2002 di Zolder.
Nel 2003 debutta tra le Under-23: in cinque annate agonistiche otterrà dieci successi, tra cui, nel 2006 ad Atene, il titolo europeo su pista nello scratch. Sempre nel 2006 si aggiudica il Trophée d'Or, gara a tappe francese su strada, e si classifica ottava al Giro Donne; viene inoltre convocata in Nazionale, sia nel 2006 che nel 2007, per le prove Elite ai campionati del mondo su strada.

### Elite: i due tricolori su strada
Nella stagione 2008 lascia la Saccarelli e passa al team Fenixs. Quell'anno vince il Grand Prix Elsy Jacobs in Lussemburgo, prima di essere nuovamente chiamata in Nazionale per la prova in linea dei campionati del mondo di Varese. Nella competizione iridata Baccaille indossa il numero 1, e dopo essere rimasta in fuga per ben 120 km conclude al ventiseiesimo posto finale. In dicembre viene quindi reclutata dalla Fiamme Azzurre, potendo così gareggiare con tale società nelle corse su pista e in quelle nazionali su strada.
Nel 2009 si trasferisce tra le file della SC Michela Fanini-Record-Rox di Brunello Fanini; in giugno si laurea campionessa italiana in linea, mentre in settembre viene nuovamente convocata per i mondiali su strada. Nel 2010 gareggia per il neonato Team Valdarno Women, riconfermandosi (sempre con le Fiamme Azzurre) campionessa italiana in linea. Tra novembre e dicembre interrompe però l'attività per sottoporsi a due operazioni chirurgiche, prima per una frattura scomposta alla clavicola sinistra rimediata ai campionati europei su pista, e poi per un'aritmia sopraventricolare.
Per il 2011 viene messa sotto contratto dalla nuova formazione MCipollini-Giambenini. In quella stagione vince tre corse, tra cui una tappa al Ladies Tour of Qatar; partecipa inoltre ai mondiali su strada di Copenaghen, contribuendo al successo della compagna Giorgia Bronzini. L'anno dopo, sempre con la maglia della MCipollini, si aggiudica il Gran Prix International Dottignies e una tappa al Tour of Chongming Island. In estate a Londra fa quindi il suo debutto ai Giochi olimpici, prendendo il via alla prova in linea (concluderà fuori tempo massimo).

## Palmarès

### Strada
- 2006

Classifica generale Coppa dei Laghi
5ª tappa Trophée d'Or Féminin (Avord > Avord)
- 2008

Grand Prix Elsy Jacobs
- 2009

Classica Città di Padova
Campionati italiani, Prova in linea (Imola)
- 2010

Gran Premio della Liberazione
Campionati italiani, Prova in linea (Riese Pio X)
- 2011

3ª tappa Ladies Tour of Qatar
Trofeo Alberto Vannucci
Gran Premio di Cento-Carnevale d'Europa
- 2012

Gran Prix International Dottignies
2ª tappa Tour of Chongming Island

### Pista
- 2006

Campionati europei, Scratch Under-23
- 2008

Campionati italiani, Scratch
Campionati italiani, Inseguimento a squadre (con Laura Doria e Marta Tagliaferro)
- 2009

Campionati italiani, Velocità a squadre (con Elisa Frisoni)
Campionati italiani, Inseguimento a squadre (con Tatiana Guderzo e Marta Tagliaferro)
Campionati italiani, Omnium
- 2010

Campionati italiani, Inseguimento a squadre (con Marta Bastianelli e Tatiana Guderzo)
Campionati italiani, Omnium
- 2011

Campionati italiani, Corsa a punti
Campionati italiani, Omnium

## Piazzamenti

### Grandi Giri
- Giro d'Italia

2005: 42ª
2006: 8ª
2007: 30ª
2008: 17ª
2009: 21ª
2010: 39ª
2011: 44ª
2012: 39ª

### Competizioni mondiali
- Coppa del mondo su strada

World Cup 2005: 36ª (35 punti)
World Cup 2006: 20ª (80 punti)
World Cup 2007: 18ª (64 punti)
World Cup 2008: 123ª (3 punti)
World Cup 2009: fuori classifica
- Campionati del mondo su strada

Salisburgo 2006 - In linea Elite: 19ª
Stoccarda 2007 - In linea Elite: ritirata
Varese 2008 - In linea Elite: 26ª
Mendrisio 2009 - In linea Elite: 46ª
Copenaghen 2011 - In linea Elite: 39ª
- Giochi olimpici

Londra 2012 - In linea: fuori tempo massimo

## Riconoscimenti
- Premio Coraggio e Avanti nel 2011